# Miriam Józefowska
Miriam Rafailovna Józefowska ros. Мариам Рафаиловна Юзефовская (po mężu Boreyko ros. Борейко - ur. 1941, zm. 17 listopada 2007) – pisarka i poetka rosyjska.
Urodziła się w 1941 r. w Odessie, ZSRR (obecnie Ukraina), w rodzinie urzędników. W 1963 r. ukończyła Odeski Elektrotechniczny Instytut Łączności. W tym samym czasie wyszła za mąż za Ernesta Boreyko (ros. Эрнест Борейко). Pracowała jako inżynier w Odessie (1963-1968), Wilnie (1969-1970), Mińsku (1972-1997). W 1997 r. wyemigrowała do USA, gdzie pracowała dla prywatnej firmy jako inżynier elektryk.
Swoją karierę literacką zaczęła od pisania wierszy w latach 70. Pierwsze utwory zaczęła publikować pod koniec lat 80., zarówno w rosyjskich czasopismach literackich: "Rabotsaya smena" (Рабочая смена), "Litwa literaturnaya" (Литва литературная), "Znamya" (Знамя), "Druzhba Narodov" (Дружба народов) i "Kontinent" (Континент), jak i w niemieckich: "Sinn und Form", "Bremische Seiten", i amerykańskich rosyjskojęzycznych. W 1993 r. opublikowała swoją pierwszą powieść Oktyabrina (Октябрина).
Wiele razy była nominowana do prestiżowych nagród literackich. W 1993 r. otrzymała swoją pierwszą nominację do Rosyjskiej Nagrody Bookera za powieść Oktyabrina. W 2005 r. nominowano ją do Nagrody im. Apollona Grigoryeva Akademii Współczesnej Rosyjskiej Literatury za powieść Besame mucho. W tym samym roku otrzymała literacką nagrodę Stowarzyszenia Wschodnioeuropejskich Żydów za opowiadanie Gospodi, podari nam zavtra.
Głównie była związana z takimi miejscami jak rodzinna Odessa, Mińsk i Nowy Jork, gdzie osiadła po wyjeździe z ZSRR.
Zmarła 17 listopada 2007 r. na raka.

## Twórczość
- 1993 – Deti pobediteley (Дети победителей) - autorski zbiór opowiadań, wydany przez moskiewskie wydawnictwo "Slovo" (Слово)[4][5]
- 1997 – Razlad (Разлад) - autorski zbiór opowiadań, wydany przez mińskie wydawnictwo "Mastatskaya literatura" (Мастацкая литература)[4][5]
- 2006 – Besame mucho (Бэсаме мучо) - powieść, wydana przez moskiewskie wydawnictwo "Vagrius" (Вагриус)[4][5]
- 2009 – Gospodi, podari nam zavtra (Господи, подари нам завтра) - zbiór opowiadań i powieści, wydany pośmiertnie przez moskiewskie wydawnictwo "E.RA" (Э.РА)[5]
- 2009 – Stihi (Стихи) - zbiór wierszy, wydany pośmiertnie przez moskiewskie wydawnictwo "E.RA" (Э.РА)[2]
- 2010 – Razlad (Разлад) - zbiór opowiadań i powieści, wydany pośmiertnie przez moskiewskie wydawnictwo "E.RA" (Э.РА)[6]
- 2010 – V piskah Hannana (В писках Ханнана) - zbiór opowiadań i powieści, wydany pośmiertnie przez moskiewskie wydawnictwo "E.RA" (Э.РА)[7].